# Wilson (Pennsylvanie)
Pour les articles homonymes, voir Wilson.
Wilson est une commune dans le comté de Northampton en Pennsylvanie aux États-Unis. Elle fait partie de l'aire métropolitaine d'Allentown-Bethlehem-Easton (Lehigh Valley) et est adjacente à Easton, la plus petite et plus à l'est ville des trois villes de la Lehigh Valley. Sa population était de 7 896 habitants selon le recensement de 2010.

## Géographie
Il y a plus d'un Wilson en Pennsylvanie. Celui-ci se situe dans l'extrême est de la Pennsylvanie, dans le comté de Northampton (Les autres sont situés près de Clairton, au sud de Pittsburgh, dans le comté d'Allegheny et dans le comté de Clarion).
Selon le Bureau du recensement des États-Unis, la commune a une aire totale de 2,87 km2, dont 2,85 km2 est de la terre et 0,80 % de l'eau.

## Histoire
Wilson Borough est nommé en hommage au président des États-Unis Thomas Woodrow Wilson.

## Éducation publique
La commune est desservie par le District Scolaire de Wilson (en).